# Andrea Jansen
Andrea Jansen (Bern, 22 april 1980) is een Zwitserse tv-presentatrice. Andrea Jansen heeft mediawetenschappen gestudeerd aan de Universiteit van Fribourg. Ze is bekend geworden van het sat.1-Schweiz-programma Joya Rennt, dat ze presenteerde van 2003 tot 2006. Daarnaast heeft ze in 2005 Music Star – die Woche gepresenteerd, het programma verbonden met de Zwitserse castingshow Music Star. Ze heeft meegewerkt aan verschillende projecten rondom Mister en Miss Zwitserland en het programma einfachluxuriös. In 2007 heeft ze samen met Max Loong de presentatie van de derde editie van de castingshow Music Star gedaan.